# Parabolopona chinensis
Parabolopona chinensis är en insektsart som beskrevs av Webb 1981. Parabolopona chinensis ingår i släktet Parabolopona och familjen dvärgstritar. Inga underarter finns listade i Catalogue of Life.